# Crema al cioccolato

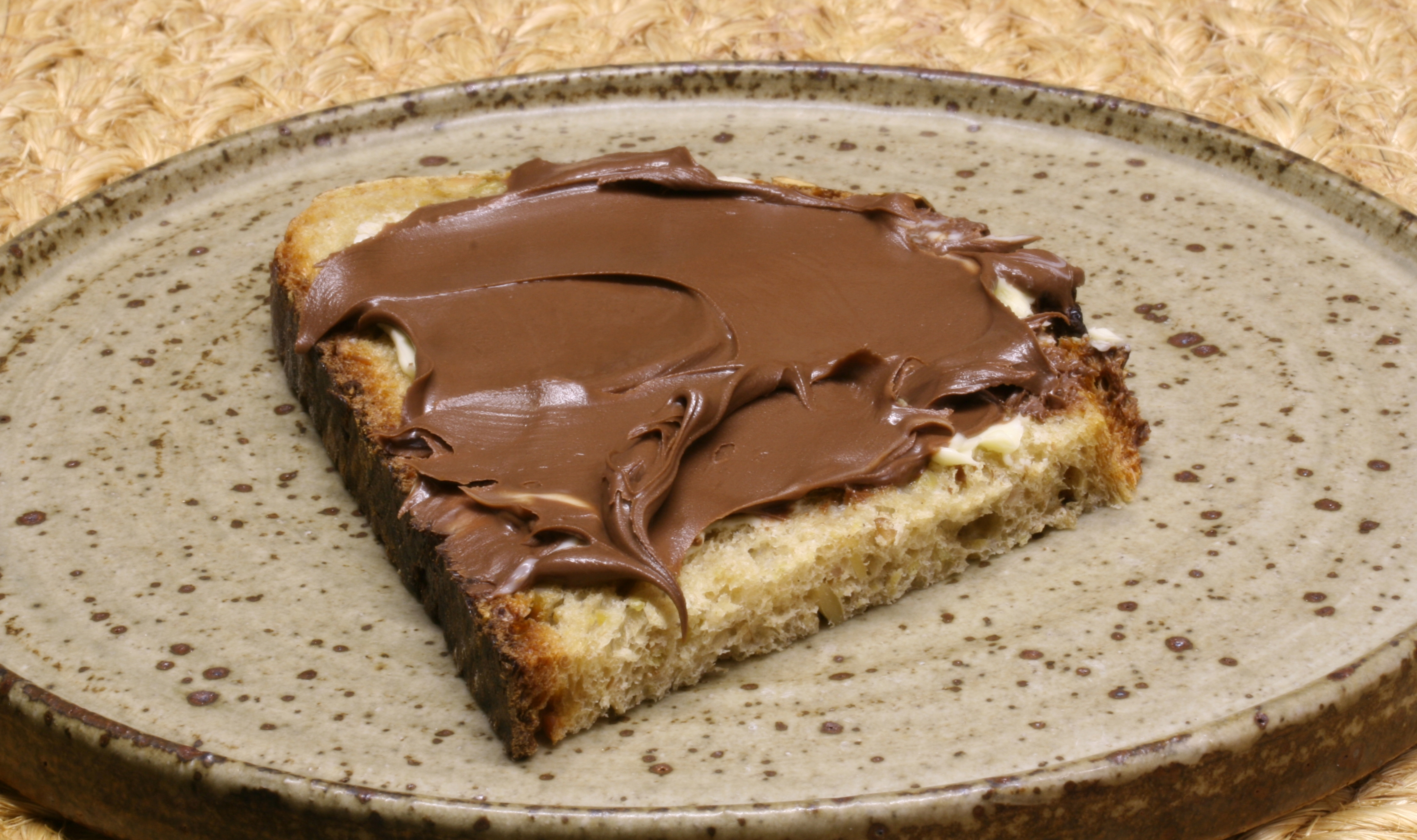
Crema al cioccolato spalmata su una fetta di pane

La crema al cioccolato è una crema spalmabile al gusto di cioccolato. Può essere spalmata sul pane, toast, muffin o pita, serve per gli spuntini e le merende o come ripieno per dolci.
La crema normalmente non solidifica, contiene cioccolato, olio, latte ed addensanti che favoriscono il gusto e profumo. A volte contiene nocciole o miele e viene venduta normalmente in vasetti di vetro o tubetti di plastica.
Esiste la crema al cioccolato nero e quella al cioccolato bianco.
È diversa dalla crema gianduia perché quest'ultima è fatta con copertura e pasta di nocciole, invece la crema al  cioccolato ha una pasta a base solo di cioccolato con poche nocciole.